# Lucy Thoumaian
Lucy Thoumaian (ur. 28 października 1856 w Amiens, zm. 1940) – działaczka na rzecz pokoju. Po wygnaniu jej męża z Armenii zamieszkali w Wielkiej Brytanii. W 1914 roku opublikowała manifest pokoju, a w 1915 roku wzięła udział w konferencji kobiet w Hadze.

## Życiorys
Lucy Rossier de Visme urodziła się 28 października 1856 roku w Amiens we Francji. Jej ojciec był protestanckim pastorem w Amiens. Jako dziecko widziała okrucieństwo wojny i pytała czy jest możliwe zorganizowanie kongresu na rzecz pokoju. Jej mąż Garabed urodził się w Merzifon w Turcji i był Ormianinem. Poznali się w Szwajcarii. Jako protestancki pastor Garabed uczył w amerykańskim kolegium w swojej rodzinnej miejscowości. Lucy pomagała mężowi. W 1893 roku jej mąż został aresztowany i oskarżony przez władze tureckie. Dzięki prowadzonej przez nią kampanii i pomocy ze strony dyplomatów został ułaskawiony przez sułtana, ale nakazano mu opuścić terytorium Imperium Osmańskiego. Zamieszkali w Chigwell w Wielkiej Brytanii. Tam w swoim domu założyli sierociniec dla armeńskich dzieci. Thoumaian zmarła w Stanach Zjednoczonych w 1940 roku.

## Działania na rzecz pokoju
W sierpniu 1892 roku wzięła udział w zorganizowanym w Bernie kongresie na rzecz pokoju. Była jedną z osób, które zabrały głos. W lipcu 1911 roku uczestniczyła w Pierwszym Kongresie Ras w Londynie, którego celem było pokazanie relacji pomiędzy narodami i rasami na świecie. W grudniu 1914 roku wysłała do redakcji czasopism w Europie list nawołujący kobiety do wyjazdu na front we Francji. Jako miejsce zbiórki został wyznaczony port Calais. Kobiety w ramach działań na rzecz pokoju miały 31 grudnia zaśpiewać żołnierzom kolędy w języku angielskim, francuskim i niemieckim. Miały ubrać się na biało, a na kapeluszach umieścić białe gwiazdy (przynajmniej 8 centymetrowe). Kolor biały miał być symbolem neutralności i pokoju. W 1914 roku opublikowała manifest do kobiet z wszystkich krajów, w którym pisze, że wojnę wymyślił człowiek i kobiety muszą to zmienić.
W 1915 roku Thoumaian została zaproszona na konferencję kobiet w Hadze. Podczas przemówienia zwróciła uwagę na potrzebę powołania stałej organizacji kobiet oraz sytuację Ormian. W 1916 roku była przewodniczącą Międzynarodowej Ligi Kobiet na rzecz Pokoju i Wolności. W styczniu 1916 roku wyjechała do Stanów Zjednoczonych, gdzie podczas spotkań z politykami i kobietami nawoływała do pokoju.